# Richard Slater
Richard Slater, född 1854 i London, död 1939, var en kompositör och sångförfattare.
Slater var överstelöjtnant i Frälsningsarmén i England och chef för FA:s internationella musikdepartement 1883-1914. Han har författat och komponerat musik till över 800 sånger samt musik för Brass band och stråkensembler. Har blivit kallad "Frälsningsarmémusikens fader".

## Psalmer
- Det går en ström från mitt sidosår (text & musik)
- Du är ju nog för mig (musik)
- Då i striden trötthet når ditt hjärta (text)
- Evigt din, ja blott din (text & musik)
- För världens frälsning (versernas text)
- Helge Ande, sänk dig ned djupt i själens gömma (text & musik)
- I himlen och på jorden (text & musik)
- Jesus, se mig vid din fot (text & musik)
- Jesus är min Frälsare (text)
- Långt bort från Gud du länge vandrat (text & musik)
- Med min lampa tänd jag väntar glädjebudet höra få (text & musik)
- O, sprid det glada budskap vida (text & musik)
- Sänd välsignelsen, sänd den nu (text & musik)
- Till dig, Guds lamm, jag går (text)